# ريتشارد هاي لويد
ريتشارد هاي لويد (بالإنجليزية: Richard Hey Lloyd)‏ هو ملحن بريطاني، ولد في 25 يونيو 1933.

## وصلات خارجية
- ريتشارد لويد على موقع ميوزك برينز (الإنجليزية)
- ريتشارد لويد على موقع ديسكوغز (الإنجليزية)